# Neste
Neste Oyj — финская нефтеперерабатывающая компания. Штаб-квартира — в Эспоо, городе-спутнике Хельсинки. В списке крупнейших компаний мира Forbes Global 2000 за 2022 год заняла 671-е место (675-е по размеру выручки, 546-е по чистой прибыли, 1949-е по активам и 473-е по рыночной капитализации). Компания занимает 3 место в мировом рейтинге наиболее устойчивых компаний The Global 100 (англ.).

## История
Компания основана в 1948 году. Название происходит от фин. Neste — жидкость. Целью создания компании было обеспечение энергетической безопасности Финляндии, поскольку до этого она полностью зависела от поставок нефтепродуктов иностранными компаниями. В 1957 году был введен в эксплуатацию первый нефтеперерабатывающий завод Neste в Наантали, в 1965 году — второй в Порвоо. К 1976 году суммарный объём нефтепереработки компании составил 14-15 млн тонн в год. Также в 1970-х годах было освоено производство нефтехимической продукции.
.
В 1998 году после слияния Neste и энергетического концерна Imatran Voima была образована компания Fortum. В 2004 году нефтяной бизнес Fortum был выделен в компанию Neste Oil. С 1 апреля 2005 года акции Neste Oil котируются на Хельсинкской фондовой бирже NASDAQ OMX.
В 2005 году было принято решение о строительстве в Порвоо первого завода по производству биодизельного топлива из возобновляемого сырья. Тогда же компания объявила своей целью стать ведущим производителем биодизеля в мире. В настоящее[когда?] время биотопливо производится на трёх заводах — в Порвоо, Сингапуре и Роттердаме, суммарная мощность производства биотоплива составляет 2,9 млн тонн в год.
В 2015 году решением Годового собрания акционеров название компании было изменено с Neste Oil на Neste.

## Собственники и руководство
Крупнейший собственник компании (35,96 %) — правительство Финляндии.
- Матти Кяхконен (Matti Kähkönen, род. в 1956 году) — председатель совета директоров с 2018 года, до этого возглавлял машиностроительную компанию Metso.
- Петер Ванакер (Peter Vanacker, род. в 1966 году) — президент и главный исполительный директор с 2018 года; ранее карьера проходила в Bayer.

## Деятельность
Бизнес компании — разработка, производство и реализация автомобильного, авиационного топлива, смазочных материалов, технических жидкостей и химикатов для транспорта и промышленности, производство биотоплива (возобновляемое топливо) и биопластиков. Компания владеет двумя нефтеперерабатывающими заводами в Порвоо и Наантали (Финляндия) и четырьмя заводами по производству биотоплива (Порвоо, Роттердам, Сингапур). Масла производятся на собственном НПЗ в Порвоо и на заводе по производству базовых масел в Бахрейне, 50 % которого принадлежат компании. В качестве сырья для биотоплива используются различные отходы и остатки от производственной деятельности человека, в том числе пальмовое масло, стеарин, животные жиры и др. Розничная сеть Neste, кроме Финляндии, представлена в России, Литве, Латвии и Эстонии. Сеть насчитывает более 1000 АЗС.
За 2021 год было переработано 10,1 млн тонн нефти, из них 7,8 млн тонн было из России, 1,3 млн тонн — из Норвегии, 0,3 млн тонн — из Казахстана. Возобновляемого сырья (пальмового масла и другого) было переработано 3,7 млн тонн.
Основные подразделения по состоянию на 2021 год:
- Продукция из возобновляемого сырья — выручка 5,66 млрд евро;
- Нефтепродукты — выручка 5,69 млрд евро;
- Маркетинг и услуги — выручка 3,77 млрд евро.

Выручка за 2021 год составила 15,15 млрд евро, из них 4,88 млрд евро пришлось на Финляндию, 2,60 млрд евро — на остальную Скандинавию, 1,16 млрд — на Прибалтику, 3,12 млрд евро — на остальную Европу, 3,23 млрд евро — на Америку.

### Neste в России
В Санкт-Петербурге Neste работает с 1990 года. В 1997 году зарегистрировано ООО «Несте Санкт-Петербург», на 100 % принадлежащее финскому концерну. В июле 1992 года на Пулковском шоссе в Санкт-Петербурге была открыта первая автозаправочная станция. Российская розничная сеть компании состоит из 75 АЗС, расположенных в Санкт-Петербурге, Ленинградской, Новгородской и Псковской областях и нефтебазы в Ломоносове с объёмом единовременного хранения 40 000 м³ светлых нефтепродуктов.
5 июля 2019 года Neste и Татнефть подписали соглашение о продаже розничного топливного бизнеса в России. В соответствии с отдельным соглашением между ПАО «Татнефть» и Neste после купли-продажи рознично-сбытовая сеть будет продолжать функционировать под брендом Neste до 5 лет. Ожидается, что сделка будет завершена к концу 2019 года. 31 октября 2019 года сделка была завершена.